# Lutjanus vitta
Lutjanus vitta is een straalvinnige vis uit de familie van de snappers (Lutjanidae) en behoort derhalve tot de orde van baarsachtigen (Perciformes). De vis kan een lengte bereiken van 40 centimeter. De hoogst geregistreerde leeftijd is 12 jaar.

## Leefomgeving
Lutjanus vitta komt in zeewater en brak water voor. De vis prefereert een tropisch klimaat en komt voor in de Grote- en Indische Oceaan op dieptes tussen 10 en 72 meter.

## Relatie tot de mens
Lutjanus vitta is voor de visserij van aanzienlijk commercieel belang. In de hengelsport wordt er weinig op de vis gejaagd. De soort kan worden bezichtigd in sommige openbare aquaria.